# Fissidens amoenus
Fissidens amoenus är en bladmossart som beskrevs av C. Müller 1847. Fissidens amoenus ingår i släktet fickmossor, och familjen Fissidentaceae. Inga underarter finns listade i Catalogue of Life.